# Codlea
Codlea (en allemand: Zeiden, Schwarzberg, Schwarzhügel; en hongrois: Feketehalom, Feketehegy) est une ville de Transylvanie en Roumanie, dans le comté de Braşov ayant le titre de municipe.

## Localisation
La ville de Codlea est située dans la partie centre-est du comté Braşov (à 17 km du centre-ville de Brașov), à l'extrême sud du Pays de la Bârsa (région ethno-culturel et historique), sur les rives de la rivière Vulcăniţa.

## Monuments et lieux touristiques
- Église évangélique fortifiée (construite au XIIIe siècle), monument historique[1] ;
- Église orthodoxe (construite en 1783 ;
- Maison peintre Eduard Morres (construite au XIXe siècle), monument historique ;
- Maison poète Ștefan Octavian Iosif (construite au XIXe siècle), monument historique ;
- Site archéologique Măgura Codlei.